# Pampas (città)
Pampas è una città di circa 5 000 abitanti del Perù. È capoluogo della provincia di Tayacaja nella regione di Huancavelica.